# عبور الزهرة 2004

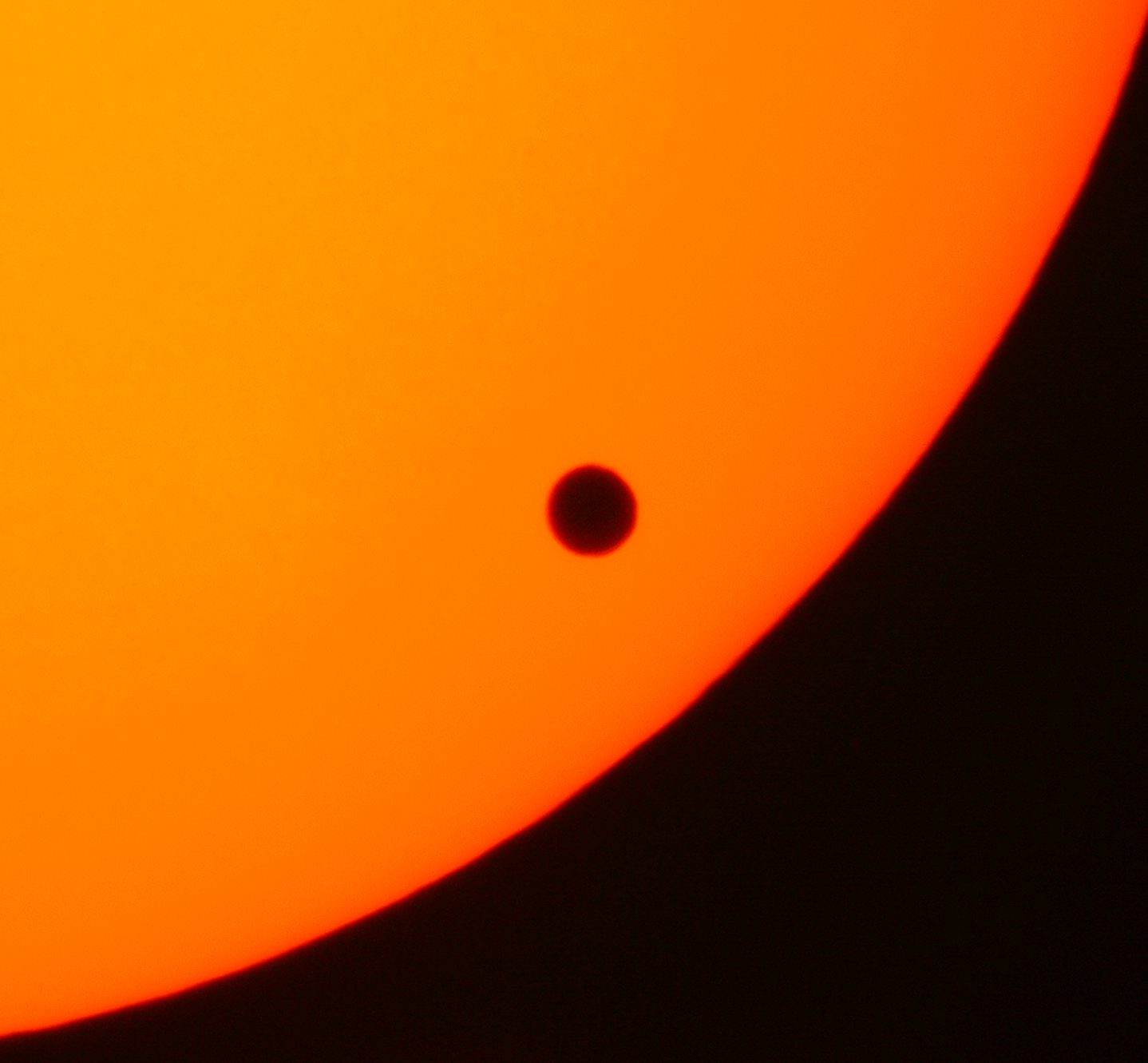
صورة لعبور الزهرة سنة 2004.

عبور الزهرة 2004 هو عبور فلكي لكوكب الزهرة أمام الشمس الذي وقع في يوم 8 يونيو سنة 2004. وهو يُعد العبور الأول للزهرة في هذا القرن (الذي كان الأول منذ سنة 1882) الذي تبعه بعد 8 سنوات أي في سنة 2012 (عبور الزهرة 2012) ولن يحدث أي عبور آخر مماثل له حتى سنة 2117.

## مناطق المشاهدة

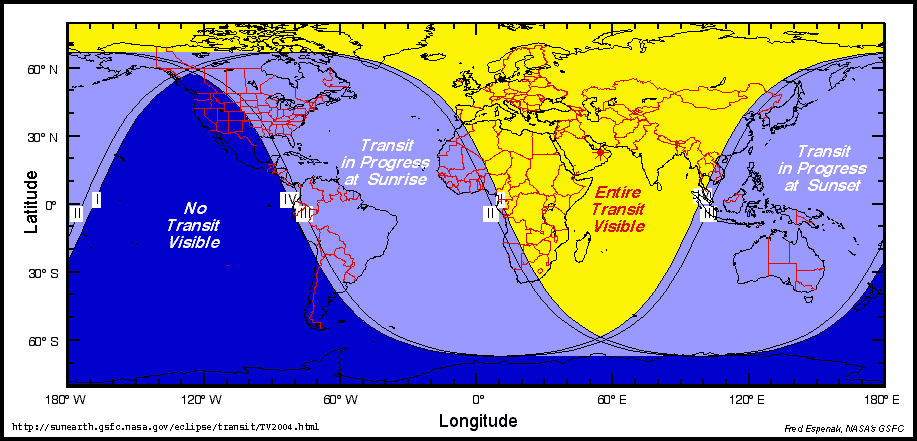
خريطة توضح أين سيكون العبور مشاهداً و في أي توقيت في مختلف أنحاء العالم.

كان هذا العبور واضحا تماما من أوروبا وآسيا وأفريقيا، في حين كان واضحا نهاية العبور من أمريكا الشمالية. ولم يمكن رؤيته من غرب أمريكا الشمالية، وكذلك هاواي ونيوزيلندا لأنهم كانوا منغمسين في الليل.

## التقدم

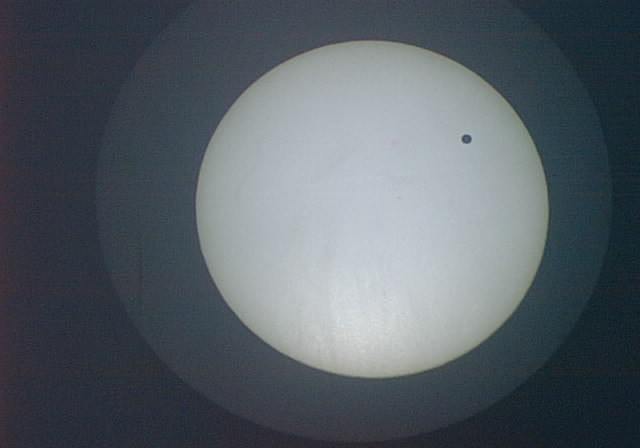
عبور 2004 كما يتضح من بنغالور في الساعة 07:41 بالتوقيت العالمي أي ما يقرب من ساعتين بعد بدئه.هي عكس الصورة أعلاه لأنه تم تصويرها بواسطة المنظار وليست رؤية مباشرة.

مراحل عبور 8 يونيو 2004 هي كما يلي: أول اتصال، ثم الاتصال الثاني منتصف العبور، ثم الإتصال الثالث، وأخيرا الإتصال الرابع.و يتم عرض المراحل في الصورة أدناه.

عبور الزهرة عبر الشمس (الانتقال من اليسار إلى اليمين)

| المراحل                        | التوقيت العالمي      | وصف          |
| ------------------------------ | -------------------- | ------------ |
| الإتصال الأول                  | س 5 و 13 دق (5:13)   | بداية الدخول |
| الإتصال الثاني                 | س 5 و 32 دق (5:32)   | نهاية الدخول |
| الأعظم (الإتصال العظيم/الأكبر) | س 8 و 12 دق (8:12)   | المنتصف      |
| الإتصال الثالث                 | س 11 و 6 دق (11:06)  | بداية الخروج |
| الإتصال الرابع                 | س 11 و 25 دق (11:25) | نهاية الخروج |

## مقالات ذات صلة
- عبور الزهرة 2012
- عبور الزهرة

## وصلات خارجية
- عبور الزهرة 2004 من موقع ناسا.
- صور لعبور الزهرة سنة 2004 من موقع بي بي سي.
- عبور الزهرة سنة 2004 من المرصد الأوروبي الجنوبي.
- تاريخ عبور الزهرة من القدم إلى 2004.
- موقع يعرف بعبور الزهرة 2004.